# Janos Mohoss
Janos Mohoss (* 21. Juni 1936 in Budapest, Königreich Ungarn; † 12. Dezember 2020 in Budapest) war ein Schweizer Fechter ungarischer Herkunft.

## Biografie
Janos Mohoss begann 1948 bei Honvéd Budapest als Student mit dem Fechten. Im Dezember 1956 floh er in die Schweiz, wo er mehrfacher Meister wurde. Mohoss nahm an den Olympischen Sommerspielen 1972 in München teil. Er startete im Einzel- und Mannschaftswettbewerb im Säbelfechten.
Später war er jahrzehntelang als Kampfrichter tätig und zog wieder nach Ungarn.
Im Dezember 2020 starb Mohoss im Alter von 84 Jahren während der COVID-19-Pandemie an den Folgen einer COVID-19-Erkrankung.